# 10285 Renémichelsen
10285 Renémichelsen è un asteroide della fascia principale. Scoperto nel 1982, presenta un'orbita caratterizzata da un semiasse maggiore pari a 2,3545614 au e da un'eccentricità di 0,1235049, inclinata di 7,55612° rispetto all'eclittica.
L'asteroide è dedicato all'astronomo danese René Michelsen.